# Abzhaaptra
Abzhaaptra (en georgiano: აბჟააფთრა; en abjasio: Абжааптра) es una aldea que pertenece a la parcialmente reconocida República de Abjasia, dentro del distrito de Ochamchire, aunque de iure es parte del municipio de Ochmachire de la República Autónoma de Abjasia de Georgia.

## Geografía
Abzhaaptra se encuentra en el margen derecha del río Galidzga, a 4 km de Ochamchire. La aldea se administra desde el pueblo de Beslajuba.  